# Guerre du Bocken
La guerre du Bocken (en allemand Bockenkrieg) est le nom donné à une révolte de paysans suisses du canton de Zurich en 1804. Menés par Hans Jakob Willi, les rebelles battent le 28 mars, à Bocken, les troupes régulières du colonel Ziegler. Ce soulèvement est néanmoins rapidement écrasé par Niklaus Rudolf von Wattenwyl, Landamann de Suisse, qui vainc les forces adverses le 3 avril : les principaux meneurs du soulèvement sont exécutés, tandis que la région révoltée est occupée et taxée par l'armée gouvernementale.

## Contexte

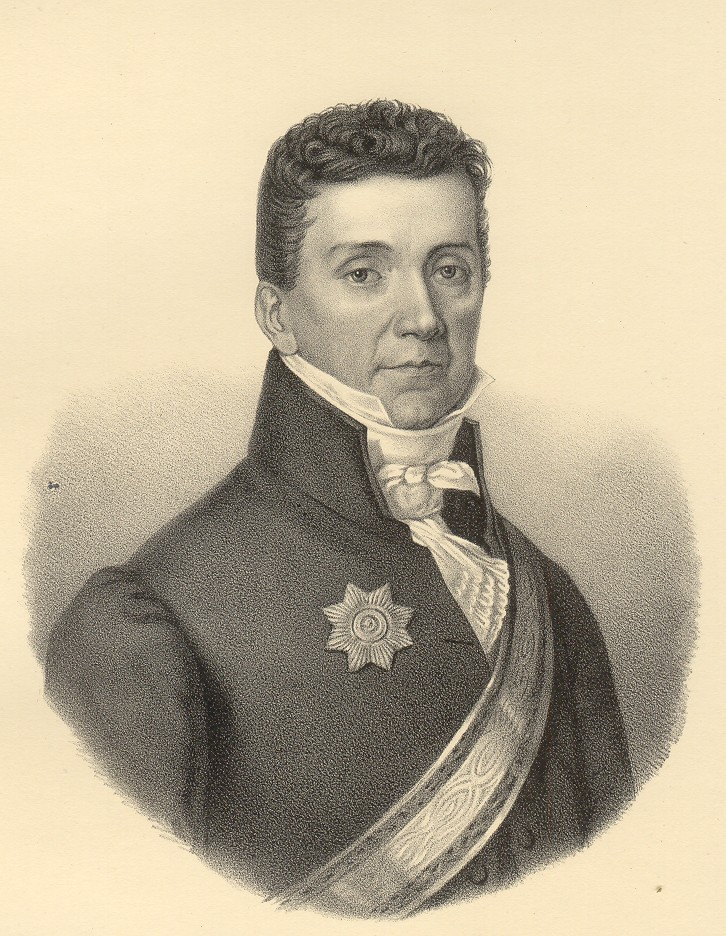
Niklaus Rudolf von Wattenwyl, second Landamman de la Suisse, réprime la révolte des paysans du canton de Zurich.

En 1803, la République helvétique est dissoute et est remplacée par la Confédération des XXII cantons. Napoléon Bonaparte, médiateur de cette Confédération, publie l'Acte de médiation qui attribue au pays une nouvelle Constitution. Ces nouvelles lois engendrent le mécontentement d'une partie de la population rurale des bords du lac de Zurich, qui décide de se révolter contre les autorités.

## Les affrontements
Le 24 mars 1804, des paysans brûlent le château de Wädenswil et lancent le signal du soulèvement. Les rebelles, au nombre de 600, désignent un chef : le cordonnier Hans Jakob Willi, originaire de la ville d'Horgen, et décident de marcher sur Zurich. Le 28 mars, alors qu'ils atteignent Horgen et la colline du Bocken située en contre-haut, ils sont rejoints par un détachement de l'armée gouvernementale commandé par le colonel Jakob Christoph Ziegler. Les paysans tendent alors un piège à leurs adversaires ; ils attirent les soldats suisses sur la colline et les forcent ensuite à se réfugier dans une auberge. Les militaires tentent ensuite une sortie désespérée après avoir mis le feu à la maison, abandonnant douze morts et quatorze blessés sur le champ de bataille.
À Berne, le Landamman Niklaus Rudolf von Wattenwyl décide de réprimer cette révolte et ordonne la mobilisation des troupes confédérales qu'il envoie à la rencontre des hommes de Willi. Le combat a lieu le 3 avril à Affoltern am Albis : les troupes rebelles sont écrasées et ses trois chefs, dont Willi, sont capturés.

## Conséquences
Les trois principaux instigateurs de la révolte sont exécutés. La région zurichoise est désarmée et occupée par l'armée gouvernementale. Elle doit en outre payer une contribution de guerre, montrant ainsi la détermination des nouvelles autorités à combattre cette insurrection qui sera la dernière guerre menée par des paysans suisses.